# سوپرکاپ اتحاد ۲۰۱۴
سوپرکاپ اتحاد ۲۰۱۴ با نام رسمی سوپرکاپ اتحاد جی-درایو ۲۰۱۴ (همچنین به عنوان جام اتحاد ۲۰۱۴ شناخته می‌شود)، یک مسابقات باشگاهی فوتبال دوستانه بود که از ۳۰ ژانویه تا ۵ فوریه ۲۰۱۴ در اسرائیل برگزار شد. این دومین دوره جام اتحاد بود. کشور اسرائیل به عنوان میزبان انتخاب شد زیرا شرایط زمستانی انجام بازی‌ها در روسیه یا اوکراین را سخت می‌کرد.

## خلاصه
چهار باشگاه شرکت کننده شاختار دونتسک، متالیست خارکوف از اوکراین و زنیت سن پترزبورگ، زسکا مسکو از روسیه بودند. این باشگاه‌ها بر اساس اصل دو باشگاه برتر در مسابقات قهرمانی محلی انتخاب شدند.
قبل از این مسابقات یک کنفرانس مطبوعاتی در تل آویو برگزار شد. در میان شرکت کنندگان والری گازائف، رئیس کمیته مسئول مسابقات قهرمانی اتحاد، میرچئا لوچسکو، مدیر شاختار دونتسک، لئونید اسلوتسکی، مدیر باشگاه زسکا مسکو، مایرون مارکویچ، مدیر متالیست خارکوف و لوچانو اسپالتی، مدیر باشگاه زنیت سن پترزبورگ حضور داشتند. میخایلو فومنکو، سرمربی تیم ملی فوتبال اوکراین نیز از این مسابقات دیدن کرد.
شاختار دونتسک و زسکا مسکو برای این مسابقات در تل آویو مستقر بودند، در حالی که متالیست خارکوف در نتانیا و زنیت سن پترزبورگ در هرتزلیا بودند.
مجموع مبلغ جایزه یک میلیون بود، از جمله برای برنده، ۲۵۰،۰۰۰ یورو برای نفر دوم، ۲۲۰،۰۰۰ یورو برای مقام سوم و چهارم. این بازی‌ها توسط کانال‌های فوتبال ۱ و فوتبال ۲ در اوکراین و روسیه ۲، اسپورت ۱ و کانال‌های ۱۰۰تی‌وی در روسیه پخش شد.
فرمت مسابقات به صورت رفت و برگشت بود (به جای تساوی دو پا برای همه جفت‌های باشگاه از کشورهای مختلف، همانطور که قبلا بازی می شد). در صورت تساوی در پایان ۹۰ دقیقه، از ضربات پنالتی برای تعیین برنده استفاده می‌شد (البته، باشگاهی که در ضربات پنالتی برنده می‌شد، ۲ امتیاز می‌گرفت و نه ۳، درحالی که باشگاهی که در ضربات پنالتی می‌بازد، برای تساوی یک امتیاز دریافت می‌کرد).
دو بازی اول این مسابقات را ۳ میلیون روس تماشا کردند که ۱ میلیون بیشتر از میانگین نسخه قبلی است.
شاختار دونتسک برنده مسابقات ۲۰۱۴ شد و در هر ۳ بازی پیروز شد. داگلاس کاستا و داریو سرنا از شاختار دونتسک با زدن دو گل مشترکاً بهترین گلزنان مسابقات شدند. داریو سرنا نیز به عنوان بهترین بازیکن مسابقات انتخاب شد.

## تیم‌ها
| تیم              |
| ---------------- |
| شاختار دونتسک    |
| متالیست خارکوف   |
| زسکا مسکو        |
| زنیت سن پترزبورگ |

## ورزشگاه‌ها
| اسرائیل        |
| پتخ تیکوا      |
| -------------- |
| هاموشاوا       |
| گنجایش: ۱۱،۵۰۰ |
|                |

## بازی‌ها
| رتبه | تیم              | بازی | ب | م‌پ‌ب | م‌پ‌ش | ش | گ‌ز | گ‌خ | ت  | ام |
| ---- | ---------------- | ---- | - | --- | --- | - | -- | -- | -- | -- |
| ۱    | شاختار دونتسک    | ۳    | ۳ | ۰   | ۰   | ۰ | ۶  | ۲  | ۴  | ۹  |
| ۲    | متالیست خارکوف   | ۳    | ۱ | ۰   | ۱   | ۱ | ۲  | ۳  | -۱ | ۴  |
| ۳    | زنیت سن پترزبورگ | ۳    | ۱ | ۰   | ۰   | ۲ | ۴  | ۴  | ۰  | ۳  |
| ۴    | زسکا مسکو        | ۳    | ۰ | ۱   | ۰   | ۲ | ۱  | ۴  | -۳ | ۲  |

| زسکا مسکو                        | ۰–۰    | متالیست خارکوف              |
| -------------------------------- | ------ | --------------------------- |
|                                  | Report |                             |
| ضربات پنالتی                     |        |                             |
| توشیچ · زریک · بازلیوک · دزاگوئف | ۴–۲    | دویچ · سوزا · بلانکو · گومز |

| شاختار دونتسک            | ۲–۱    | زنیت سن پترزبورگ       |
| ------------------------ | ------ | ---------------------- |
| تیشیرا ۲۲' · کاستا ۹۰+۳' | Report | ریازانتسف ۸۱' (پنالتی) |

| زنیت سن پترزبورگ     | ۲–۰    | زسکا مسکو |
| -------------------- | ------ | --------- |
| هالک ۱۷' · شاتوف ۸۹' | Report |           |

| متالیست خارکوف | ۰–۲    | شاختار دونتسک        |
| -------------- | ------ | -------------------- |
|                | Report | کاستا ۱۰' · سرنا ۷۰' |

| زنیت سن پترزبورگ | ۱–۲    | متالیست خارکوف                 |
| ---------------- | ------ | ------------------------------ |
| ویتسل ۱۷'        | Report | گومز ۵۲' · مارلوس ۷۶' (پنالتی) |

| زسکا مسکو | ۱–۲    | شاختار دونتسک         |
| --------- | ------ | --------------------- |
| توشیچ ۸'  | Report | سرنا ۴۰' · تایسون ۴۳' |

## گلزنان
| رتبه | کشور     | بازیکن             | گل | تیم              |
| ---- | -------- | ------------------ | -- | ---------------- |
| ۱    | برزیل    | داگلاس کاستا       | ۲  | شاختار دونتسک    |
| ۱    | کرواسی   | داریو سرنا         | ۲  | شاختار دونتسک    |
| ۲    | برزیل    | الکس تیشیرا        | ۱  | شاختار دونتسک    |
| ۲    | برزیل    | تایسون             | ۱  | شاختار دونتسک    |
| ۲    | برزیل    | هالک               | ۱  | زنیت سن پترزبورگ |
| ۲    | روسیه    | الکساندر ریازانتسف | ۱  | زنیت سن پترزبورگ |
| ۲    | روسیه    | اولگ شاتوف         | ۱  | زنیت سن پترزبورگ |
| ۲    | بلژیک    | اکسل ویتسل         | ۱  | زنیت سن پترزبورگ |
| ۲    | صربستان  | زوران توشیچ        | ۱  | زسکا مسکو        |
| ۲    | آرژانتین | پاپو گومز          | ۱  | متالیست خارکوف   |
| ۲    | برزیل    | مارلوس             | ۱  | متالیست خارکوف   |

## قهرمان
| قهرمان جام اتحاد ۲۰۱۳ |
| --------------------- |
| شاختار دونتسک         |
| اولین قهرمانی         |